# IShowSpeed
Darren Jason Watkins Jr., bolj poznan pod vzdevkom IShowSpeed ali Speed, ameriški vplivnež, * 21. januar 2005, Ohio.
Najbolj je znan po videih, kjer igra predvsem EA FC (nekdaj FIFA), Fortnite, Minecraft in Roblox .
Watkins je svoj kanal "IShowSpeed" registriral leta 2017, predvsem pa objavlja igralne vsebine. Med leti 2021 do 2022 je pridobil veliko popularnost, deloma zaradi kroženja privlačnih posnetkov iz njegovih prenosov v živo na platformah družbenih medijev.

## Življenje
YouTubu se je pridružil leta 2016, kjer je občasno nalagal videoposnetke igranja iger.  Decembra 2017 je Watkins začel s pretakanjem v živo in nalaganjem videoposnetkov iger, kot sta NBA 2K in Fortnite, vendar je dosegel povprečno le dva gledalca. Sčasoma je število njegovih naročnikov v nekaj mesecih naraslo in aprila 2021 je dosegel 100 tisoč naročnikov, junija 2021 1 milijon, julija 2022 10 milijonov in avgusta 2023 20 milijonov. 

## Kariera

### Kariera vplivneža
Watkins je začel s pretakanjem leta 2019.  Prodor mu je leta 2021, potem ko so njegovi gledalci začeli objavljati posnetke njegovih pogostih izpadov med prenosi v živo do iger, igralcev in njegove kamere, ki so pridobili na priljubljenosti in postali memi na TikToku. Ti so mu povzročili prepovedi dostopa do platforme Twitch in video igre Valorant. Kotaku so Watkinsa opisal kot "enega največjih in najhitreje rastočih streamerjev" na YouTubu.  Igra, ki je v veliki meri prispevala k rasti njegove priljubljenosti, je nekdaj slovenska mobilna igra Talking Ben . Watkinsovi videoposnetki o Talking Ben-u so bili zaslužni za to, da so mobilni aplikaciji prinesli novo bazo, saj je postala najbolje prodajana igra v App Store več kot desetletje po prvi izdaji. 
Decembra 2021 je Watkins sodeloval v oddaji »e-dating« v živo na Twitchu, ki jo je vodil Adin Ross. Izmenjava med Watkinsom in udeleženko, Ash Kash, je eskalirala do tega, kar so si mnogi razlagali kot grožnjo s posilstvom. Watkins je bil prvi tekmovalec, ki je bil izločen, in kmalu po koncu igre se je hitro ponovno pridružil Discordovemu klicu in začel večkrat zmerjati Kash. Watkins je bil nato izključen iz klica, Ross pa se je opravičil Kash za njegovo vedenje. Watkins je zaradi tega dobil prepoved na Twitchu. Na Twitterju je Watkins objavil, da je dobil prepoved zaradi "spolne prisile ali ustrahovanja".  
Aprila 2022 se je pojavil stari posnetek Watkinsa, kjer je igral Valorant v živo. V posnetku je igralki rekel, naj: "Pojdi iz preklete igre in pomij posodo svojega moža." Posledica tega je bila trajna prepoved igranja Valoranta in vseh drugih iger, ki jih je naredilo podjetje Riot Games. Watkins se je kmalu opravičil za svoje vedenje, priznal, da je bilo "narobe", in trdil, da je tisti dan prejemal rasistične komentarje drugih igralcev. 
Julija 2022 je Watkins v svoji spalnici sprožil Pikachujev ognjemet in jo skoraj zažgal. Avgusta 2022 je poskušal goljufati pri šolskem predmetu "Združene države in globalno gospodarstvo", ki ga je obiskoval na Ohio Digital Learning School, tako da je svoje gledalce prosil za odgovore na svojem kvizu. Njegovi gledalci so namesto tega izkoristili priložnost, da so ga pošalili in mu namenoma dali napačne odgovore, zaradi česar je na testu dobil 0/10. Septembra 2022 je Watkins igral na dobrodelni nogometni tekmi Sidemen. Med tekmo je postal razočaran nad angleškim sodnikom Markom Clattenburgom, ker je zavrnil njegov gol zaradi ofsajda, zato, ga je iz šale začel bičati z majico, ki jo je slekel med proslavljanjem, zaradi česar je prejel rumeni karton. Kasneje med tekmo se je Watkinsu na igrišču približal navijač, ki je v roki nosil Messijev dres, zaradi česar ga je vrgel na tla. Novembra 2022 je ameriški reper in pevec Lil Nas X prvič predvajal v živo in se pojavil na Watkinsovem streamu. 
Julija 2022 je Watkins prejel opomin zaradi kršenja smernic skupnosti in enotedensko prepoved uporabe YouTuba, potem ko je 96.000 svojim gledalcem v živo predvajal njegov lik, ki je prejemal oralno zadovoljevanje v spolni modifikaciji Minecrafta z imenom »Jenny's Mod«. Sprva je cenzuriral zaslon, ko se je dogajalo, vendar je ves čas spreminjal zaslon iz cenzuriranega v necenzuriranega. Sčasoma je zaslon pustil brez cenzure, njegov lik pa je bil viden, ko izraža spolno aktivnost. Watkins je pozneje potrdil opomin in trdil, da se ne bo vrnil na YouTube.  
Avgusta 2022 je bil med prenosom v živo na YouTubu "swatted", policisti so Watkinsa vklenili, njegov snemalec Slipz pa je bil prisiljen prekiniti prenos.  Watkins je trdil, da so ga dali v zapor in da je moral Adin Ross plačati njegovo varščino, kar mu je omogočilo vrnitev k "streamanju" 11. avgusta. 
Novembra 2022 je medij Sky Sports objavil, da mu ne bo več dovolil pojavljanja na njihovem kanalu, potem ko so se pojavili pretekli slabšalni komentarji Watkinsa. Prav tako pa so že odstranili obstoječo vso vsebino z Watkinsom.   Decembra 2022 je na 12. podelitviji nagrad Streamy prejel nagrado v kategoriji »Breakout Streamer«. V novembru in decembru 2022 je Watkins obiskal različne nogometne stadione, da bi poskusil v živo spremljati igro Cristiana Ronalda. Watkins je odpotoval na Old Trafford, Craven Cottage in različne  stadione v Katarju. Vendar je bil Ronaldo na teh tekmah odsoten, vse do poraza Portugalske proti Maroku.   Maja 2023 je Watkins objavil, da je podpisal ekskluzivno pretočno pogodbo s streaming platformo Rumble v sodelovanju s Kaijem Cenatom .  7. julija 2023 je bil Watkins gost presenečenja na festivalu Rolling Loud 2023 na Portugalskem in izvedel njegove pesmi "Shake", " World Cup " in "Portuginies" z ameriškim raperjem Ski Mask the Slump Godom in producentom DJ Schemom .  Oktobra 2023 je Watkins med obiskom Indije srečal znanega pevca Dalerja Mehndija . 
Decembra 2022, med tekmo osmine finala med Portugalsko in Švico, je Watkins požel polemike zaradi svojega obnašanja do kitajskega gledalca svetovnega prvenstva v nogometu 2022 v Katarju, ki so ga mnogi razlagali kot rasistično. Med prenosom v živo je pristopil k moškemu, ki je nosil argentinski dres, da bi ga "zaslišal". Vidno zmeden moški je navedel, da ne govori angleško, kar je Watkinsa spodbudilo, da je začel ponavljati " konnichiwa ", japonski pozdrav, in začel izgovarjati zvoke, ki spominjajo na kantonščino in mandarinsko kitajščino. Ko je posnetek prenosa v živo začel krožiti po spletu, je na svoj Twitter račun naložil video z opravičilom. 
Februarja 2023 je Watkins na enega od svojih kanalov naložil kratek videoposnetek, v katerem je izjavil, da stoji za Thumb Media Affiliate in Cardigan, dvema podjetjema za avtorske pravice, ki sta zahtevala prihodke od oglasoviz kanalov, ki so uporabljali posnetke iz njegovih streamov. Drugi ustvarjalci vsebin so odkrili, da za tem stoji tudi Adin Ross, eden od njegovih prijateljev. Po tem kratkem času se je Watkins soočil s precejšnjim odzivom svoje skupnosti.  
16. avgusta 2023 je Watkins med predvajanjem v živo skočil s svojega sedeža, ker se je prestrašil med igranjem Five Nights at Freddy's: Security Breach in pomotoma pokazal svoj spolni ud 25.000 gledalcem v živo.  Nato je zaradi zadrege prekinil prenos v živo. Gledalci so posnetek naložili na družbene medije in izraz "IShowMeat", ki se nanaša na slengovsko besedo meat, kar pomeni spolni ud, je postal priljubljen na Redditu in X (Twitterju) .  Zaradi naključne narave incidenta je YouTube od takrat zavrnil opomin na njegov kanal ali da bi dobil prepoved objavljanja. 

### Dobrodelni boksarski dvoboj
5. decembra 2023 je bilo objavljeno, da se bo Watkins soočil z britanskim YouTuberjem KSI-jem v dobrodelnem sparingu za Fundacijo Anthonyja Walkerja, po enem letu trajajočem rivalstvu.  Tekma je potekala 15. decembra 2023. Zmagal je KSI, saj je izstopil, potem ko je opazil Watkinsovo vztrajnost, kljub njegovemu vse manjši sposobnosti dihanja. 

### Glasba
Avgusta 2021 je Watkins na svojem kanalu YouTube izdal svoj prvi singel "Dooty Booty". Po nalaganju je pesem hitro postala priljubljena na YouTubu in drugih družbenih medijih, kot je TikTok .  Novembra 2021 je Watkins izdal singel z naslovom »Shake«, ki je vseboval dele pesmi Ready or Not Fugeesa kot tudi Hit The Road Jack Raya Charlesa . Glasbeni video za pesem je na YouTubu prejel več kot 160 milijonov ogledov.   Junija 2022 je izdal pesem z naslovom "Ronaldo (Sewey)", po svojem občudovanju Cristiana Ronalda . Novembra 2022 je izdal singel z naslovom » World Cup « pri založbi Warner Records za svetovno prvenstvo v nogometu 2022 .  

## Zasebno življenje
Februarja 2023 je podaril več kot 50.000 dolarjev žrtvam potresov v Turčiji in Siriji . 
Novembra 2023 je Watkins na Floridi kupil hišo v vrednosti »10 milijonov dolarjev«. 